# Paulinów (powiat polkowicki)
Paulinów – osada w Polsce położona w województwie dolnośląskim, w powiecie polkowickim, w gminie Polkowice.
W latach 1975–1998 miejscowość należała administracyjnie do województwa legnickiego.